# 'Ammurāpi I
'Ammurāpi I (... – XVI secolo a.C.) è stato un re amorreo di Ugarit.